# دانشگاه بانگویی
دانشگاه بانگویی (به لاتین: University of Bangui) یک دانشگاه در جمهوری آفریقای مرکزی است که در بانگی واقع شده‌است.